# Тыщик, Кирилл Петрович
Кирилл Петрович Тыщик (1920 — 10.05.1945) — командир взвода полуэскадрона конной разведки 241-й Винницкой орденов Богдана Хмельницкого и Красной Звезды стрелковой дивизии (67-й стрелковый корпус, 38-я армия, 1-й Украинский фронт), старший сержант, участник Великой Отечественной войны, кавалер ордена Славы трёх степеней.

## Биография
Родился в 1920 году в местечке Барановка (ныне город Житомирской области, Украина) в крестьянской семье. Украинец. Окончил 7 классов, курсы трактористов. Работал в колхозе.
В Красной Армии с 20 октября 1940 года. С первых дней войны – в действующей армии. Воевал на Северо-Западном, Воронежском (с 20 октября 1943 года – 1-й Украинский) и 4-м Украинском фронтах. Принимал участие в оборонительном сражении в Прибалтике, Демянской наступательной операции, Курской битве, Белгородско-Харьковской наступательной операции, освобождении Левобережной Украины, битве за Днепр, Киевских наступательной и оборонительной операциях, Житомирско-Бердичевской, Проскуровско-Черновицкой, Львовско-Сандомирской, Карпатско-Дуклинской, Западно-Карпатской, Моравско-Остравской и Пражской наступательных операциях. В боях трижды был ранен.
7 сентября 1943 года разведчик взвода конной разведки 264-го стрелкового полка 241-й стрелковой дивизии красноармеец К. П. Тыщик в составе разведывательной группы выполнял боевую задачу по разведке сил и огневых средств противника в районе хутора Могильный (ныне не существует, территория Зеньковского района Полтавской области, Украина). Ворвавшись в населённый пункт, догнал убегающего немецкого солдата и, не сходя с коня, схватил его и забросил к себе в седло. Пленный был доставлен командованию полка. 
Приказом командира дивизии был награждён орденом Красной Звезды.
В дальнейшем К. П. Тыщик был назначен командиром отделения в полуэскадроне конной разведки той же дивизии. В ходе Житомирско-Бердичевской наступательной операции, командир отделения взвода конной разведки 114-й отдельной разведывательной роты (241-я стрелковая дивизия, 38-я армия, 1-й Украинский фронт) сержант Тыщик Кирилл Петрович с группой конных разведчиков 9 января 1944 года проник в тыл противника в районе села Комаром (Винницкий район Винницкой области). Обнаружив полевой аэродром, бойцы после приземления вражеского транспортного самолёта неожиданно ворвались на лётное поле и в завязавшемся бою захватили в плен 2 офицеров.
Приказом командира 241-й стрелковой дивизии генерал-майора Арабея П. Г. от 21 января 1944 года сержант Тыщик Кирилл Петрович награждён орденом Славы 3-й степени.
18 июня 1944 года, во главе разведывательной группы, выполнял очередное боевое задание по захвату контрольного пленного в районе села Гарасимов ныне Тлумачского района Ивано-Франковской области (Украина). Проделав проход в минном поле и проволочном ограждении, разведчики скрытно подобрались к траншее противника. В боевом столкновении уничтожил 2 немецких солдат и одного взял в плен. Группа без потерь возвратилась к своим. Командиром полуэскадрона К. П. Тыщик был представлен к награждению орденом Красного Знамени.
Приказом командующего 38-й армией от 30 июня 1944 года старший сержант Тыщик Кирилл Петрович награждён орденом Славы 2-й степени.
В ходе Львовско-Сандомирской наступательной операции командир взвода конной разведки К. П. Тыщик при преследовании отходящего противника действовал во главе конного разъезда, ведя разведку маршрутов продвижения для дивизии и выявляя заслоны врага. 27 июля 1944 года, ведя разведку в районе села Воловое (Перемышлянский район Львовской области), вступил в бой с немецкой группой, уничтожил свыше 10 солдат, 4-х взял в плен. Был ранен, но остался в строю.
Указом Президиума Верховного Совета СССР от 23 сентября 1944 года за образцовое выполнение боевых заданий командования на фронте борьбы с немецкими захватчиками и проявленные при этом доблесть и мужество старший сержант Тыщик Кирилл Петрович награждён орденом Славы 1-й степени.
В ходе Западно-Карпатской наступательной операции в период с 15 января по 10 февраля 1945 года в сложных условиях горно-лесистой местности взвод конной разведки во главе со своим командиром младшим лейтенантом К. П. Тыщиком выполнил ряд важных боевых заданий, добывая необходимую для командира и штаба дивизии разведывательную информацию и захватывая контрольных пленных. 19 января 1945 года в районе села Касинка-Мала ныне Лимановского повята Малопольского воеводства (Польша) разведчики обнаружили до 200 солдат противника, идущих колонною через горы. При отходе взвод наткнулся на засаду. В боевом столкновении разведчики уничтожили 12 и захватили в плен 8 вражеских солдат.
Приказом командира 52-го стрелкового корпуса К. П. Тыщик был награждён орденом Отечественной войны 1-й степени.
8 мая 1945 года при овладении городом Оломоуц (Чехия) младший лейтенант К. П. Тыщик был тяжело ранен в живот и эвакуирован в хирургический полевой подвижный госпиталь 4345, где 10 мая 1945 года умер от полученной раны. Был похоронен на католическом кладбище в селе Забржег (ныне в черте города Острава Моравскосилезского края, Чехия), позднее перезахоронен в братской могиле в городе .

## Награды
- Орден Отечественной войны I степени (20.02.1945)[8]
- Орден Красной Звезды (17.09.1943)[9]
- Полный кавалер ордена Славы:
  - орден Славы I степени (23.09.1944)[10];
  - орден Славы II степени (30.06.1944)[11];
  - орден Славы III степени (21.01.1944)[12];

## Память
- В городе Барановка Житомирской области (Украина) его именем названа улица.
- Его имя увековечено в Главном Храме Вооружённых сил России, и навсегда запечатлено на мемориале «Дорога памяти»